# Ješci
Ješci (Tachyglossidae) su porodica životinja iz reda jednootvora. Četiri vrste iz ovog reda su, uz čudnovatog kljunaša, jedine preostale vrste iz reda jednootvora, te jedini preostali sisavci koji legu jaja.
 Prehrana im se uglavnom sastoji od mrava i termita. Žive u Australiji i Papui Novoj Gvineji. 
Nazvani su "Echidna" prema Majci čudovišta iz grčke mitologije. Riječ također može potjecati od echinus, latinske riječi za "jež", zbog velike sličnosti s izgledom bodlji na tijelu, posebno kada je životinja sklupčana u loptu.

## Razdioba
- Rod Tachyglossus
  - T. aculeatus
- Rod Zaglossus 

  - Z. attenboroughi
, Attenboroughova dugokljuna ehidna. Viđena je 2023. nakon više od 60 godina. [2]
  - Z. bruijnii

  - Z. bartoni

  - †Z. hacketti

  - †Z. robustus
- Rod †Megalibgwilia

  - †M. ramsayi

  - †M. robusta

## Vanjske poveznice
- Echidna Love Trains – ABC Science: In Depth – Nature Feature by Janet Parker
- Rismiller, Peggy. 2005. Echidna research, Kangaroo island. Pelican Lagoon Research & Wildlife Centre. Inačica izvorne stranice arhivirana 21. veljače 2015. Pristupljeno 20. veljače 2014.